# Geoffrey Jameson
Geoffrey B. Jameson FRSNZ, é um bioquímico estrutural neozelandês.
É professor da Universidade Massey em Palmerston North, Nova Zelândia. Diretor do Centro de Biologia Estrutural, é um cristalógrafo, usando cristalografia de raios X e espectroscopia NMR para determinar a estrutura de materiais.
Recebeu em 2011 a Medalha Marsden da Associação de Cientistas da Nova Zelândia.